# Caecilia gracilis
Caecilia gracilis é uma espécie de anfíbio da família Caeciliidae. Pode ser encontrada no Brasil (nos estados do Amapá, Amazonas, Maranhão, Pará, Rondônia e Tocantins), nordeste do Peru, Guiana, Guiana Francesa e Suriname. É uma espécie subterrânea e ocupa florestas e savanas.